# 藍房清
藍 房清（あい ふさきよ）は、戦国時代から安土桃山時代にかけての武将。摂津国藍岡山城3代目城主。

## 経歴
赤松一族の赤松康則が城を築き藍姓を名乗り2代目加賀守と続くが、房清の代の天正7年（1579年）に荒木村重に攻められ藍岡山城は落城した。